# Indomito-Klasse (1913)
Die Indomito-Klasse war eine Klasse von acht Zerstörern (ital. cacciatorpediniere) der Königlich Italienischen Marine, die im Ersten Weltkrieg und teilweise danach zum Einsatz kamen.

## Allgemeine
Die Boote waren die ersten großen Zerstörer der italienischen Marine und die ersten, die mit Dampfturbinen ausgerüstet waren. Alle Einheiten der Klasse wurden im Ersten Weltkrieg eingesetzt, wobei zwei Schiffe, Impetuoso und Intrepido, versenkt wurden. Die verbliebenen sechs Boote überstanden den Krieg und wurden 1929 zu Torpedobooten umklassifiziert und bis 1938 außer Dienst gestellt.

## Liste der Boote
| Name               | Bauwerft                                  | Kiellegung    | Stapellauf         | Indienststellung | Verbleib                                                                             |
| ------------------ | ----------------------------------------- | ------------- | ------------------ | ---------------- | ------------------------------------------------------------------------------------ |
| Indomito           | Societa Pattison, Neapel                  | Juni 1910     | 10. Mai 1912       | 20. Januar 1913  | außer Dienst am 11. Juli 1937                                                        |
| Intrepido          | Societa Pattison, Neapel                  | Juni 1910     | 7. August 1912     | Februar 1913     | versenkt am 4. Dezember 1915 durch Minentreffer, durch deutsches U-Boot UC 14 gelegt |
| Irrequieto         | Societa Pattison, Neapel                  | Juni 1910     | 12. Dezember 1912  | Juni 1913        | außer Dienst am 11. Oktober 1937                                                     |
| Impetuoso          | Societa Pattison, Neapel                  | Dezember 1910 | 23. Juli 1913      | Mai 1914         | versenkt am 10. Juli 1916 durch K.u.K. U-Boot U 17                                   |
| Impavido           | Societa Pattison, Neapel                  | Januar 1911   | 22. März 1913      | November 1913    | außer Dienst am 1. September 1937                                                    |
| Insidioso          | Societa Pattison, Neapel                  | Juli 1912     | 30. September 1913 | Juli 1914        | außer Dienst am 18. September 1938                                                   |
| Ardito-Unterklasse |                                           |               |                    |                  |                                                                                      |
| Ardito             | Cantiere navale fratelli Orlando, Livorno | Februar 1912  | 20. Oktober 1912   | November 1913    | außer Dienst Oktober 1931                                                            |
| Ardente            | Cantiere navale fratelli Orlando, Livorno | März 1912     | 15. Dezember 1912  | April 1914       | außer Dienst März Oktober 1937                                                       |

## Technische Beschreibung

### Rumpf
Der Rumpf eines Zerstörers der Indomito-Klasse war 73 Meter lang, 7,3 Meter breit und hatte bei einer Einsatzverdrängung von 770 Tonnen einen Tiefgang von 2,41 Metern.

### Antrieb
Der Antrieb erfolgte durch vier ölbefeuerte Dampferzeuger – Kessel von Thornycroft – und zwei Getriebeturbinensätze, wobei die in sechs in Neapel gebauten Einheiten mit solchen von Tosi und die beiden in Livorno gebauten Einheiten mit solchen von Parson ausgerüstet wurden, mit denen eine Gesamtleistung von 16.000 PS (11.768 kW) erreicht wurde. Die Leistung wurde an zwei Wellen mit je einer Schraube abgegeben. Die Höchstgeschwindigkeit betrug 30 Knoten (56 km/h) und die maximale Fahrstrecke 1.200 Seemeilen bei 14 Knoten, wofür 100 Tonnen Schweröl gebunkert werden konnten.

### Besatzung
Die Besatzung hatte eine Stärke von 69–79 Mann (4 bis 5 Offiziere und 64 bis 74 Unteroffiziere bzw. Mannschaften).

### Bewaffnung

#### Artillerie
Die Artilleriebewaffnung bestand aus einem 12-cm-Geschützen in Kaliberlänge 40 und vier 7,62-cm-Geschützen.

#### Torpedos
Die Zerstörer der Indomito-Klasse verfügten über zwei Torpedorohre im Kaliber 45,7 cm.